# 183 (număr)
183 (o sută optzeci și trei) este numărul natural care urmează după 182 și precede pe 184 într-un șir crescător de numere naturale.

## În matematică
183
- Este un număr impar.
- Este un număr semiprim.[1][2]
- Este un număr compus.[3]
- Este un număr deficient.[4][5]
- Este un 62-gonal.[6]
- Este un număr centrat 14-gonal.[7][8]
- Este un număr perfect totient.[9][10]
- Este un număr liber de pătrate.
- Este diferența a două pătrate ({\displaystyle 183=32^{2}-29^{2}\,}).
- Este numărul punctelor din planul proiectiv pe corpul Galois GF(13).
- În baza 13 este un număr repdigit (11113).

## În știință

### În astronomie
- Obiectul NGC 183 din New General Catalogue este o galaxie eliptică, posibil lenticulară, cu o magnitudine 12,6 în constelația Andromeda.
- 183 Istria este un asteroid din centura principală.
- 183P/Korlević-Jurić este o cometă periodică din sistemul nostru solar.

## În alte domenii
183 se poate referi la:
- Focke-Wulf Ta-183 Huckebein, un avion-rachetă de vânătoare german din al Doilea Război Mondial.